# 和田将弥
和田 将弥（わだ まさや、11月22日 - ）は、日本の男性声優。埼玉県出身。ヴィムス所属。

## 略歴
声優になろうと思ったきっかけは神谷浩史と小野大輔のイベント動画を見たことから。
日本ナレーション演技研究所出身。
2018年に「SWBCJAPAN-クラブ軟式野球日本代表-」の出場経験がある。

## 人物
趣味にはスポーツ観戦と歌唱をそれぞれ挙げている。特技には野球と書道をそれぞれ挙げている。
ペットとして蛇（コーンスネーク）とヤモリ（レオパードゲッコー）を飼っている。
バラエティ企画などで負けがちで、視聴者からもたびたびイジられている。

## 出演

### テレビアニメ
2018年
- 終電後、カプセルホテルで、上司に微熱伝わる夜。（男性スタッフ、男性社員）

2019年
- 同居人はひざ、時々、頭のうえ。（同級生②）
- ダンベル何キロ持てる?（観客）
- GRANBLUE FANTASY The Animation Season 2（執務官、研究員C）

2020年
- アルゴナビス from BanG Dream!（黒川燈）
- フルーツバスケット（男子生徒）
- ツキウタ。 THE ANIMATION2（男）
- くまクマ熊ベアー（街の男B、冒険者ギルド職員）

2021年
- ゾンビランドサガ リベンジ（メタルファン）
- 灼熱カバディ（三村貴之）
- チート薬師のスローライフ〜異世界に作ろうドラッグストア〜（エルフ）
- 不滅のあなたへ（従者）
- 86-エイティシックス-（兵士）

2022年
- ありふれた職業で世界最強 2nd season（相川昇）
- ヒーラー・ガール（観客達）
- ダンジョンに出会いを求めるのは間違っているだろうかIV 新章 迷宮篇（シャリオ）
- シュート!Goal to the Future（引田尚吾、櫻田未散）
- 4人はそれぞれウソをつく（男子生徒②）

2023年
- カードファイト!! ヴァンガード will+Dress（客、男の子） - 2シリーズ
- あやかしトライアングル（シーズー男）
- 贄姫と獣の王（家臣A）
- ホリミヤ -piece-（男子生徒C）
- 無職転生 II 〜異世界行ったら本気だす〜（冒険者）
- 実は俺、最強でした?（教員A）
- ポーション頼みで生き延びます!（ファビオ）
- 陰の実力者になりたくて! 2nd season（市民、貴族）

2024年
- 異修羅（メイジ市民）
- 忘却バッテリー（国都のチームメイト、帝徳高校野球部、スカウト、大泉シニア選手）
- 黒執事 -寄宿学校編-（学生）
- WIND BREAKER
- 異世界スーサイド・スクワッド（兵士A）
- 時々ボソッとロシア語でデレる隣のアーリャさん（男子生徒、生徒）
- なぜ僕の世界を誰も覚えていないのか?（親衛隊隊員）
- 2.5次元の誘惑（カメコD）
- SHY 東京奪還編
- トリリオンゲーム（2024年 - 2025年、男性客、男子学生）

2025年
- グリザイア:ファントムトリガー（テロリスト）
- どうせ、恋してしまうんだ。
- アオのハコ（部員）
- 戦隊大失格（TVスタッフ）
- ドラえもん（テレビ朝日版第2期）（泥棒）
- 強くてニューサーガ（町人B）
- フェルマーの料理（王明剣）

### 劇場アニメ
- あした世界が終わるとしても（2019年、富田）
- トラペジウム（2024年）

### Webアニメ
- 境界戦機 極鋼ノ装鬼（2023年、ヒヌカン隊員）

### ゲーム
2010年代
- ブラウンダスト（2018年、ルト）
- デビルブック（2019年、ハーク、テオ）
- ルチアーノ同盟（2019年、レジーナ）
- モンスターストライク（2019年 - 2023年、フィン、メロード、王翦、アーキレット）

2020年代
- アルゴナビス from BanG Dream! AAside（2021年、黒川燈）
- 誰ガ為のアルケミスト（2021年、ザフィリス）
- マブラヴ：ディメンションズ（2023年、ヴィルフリート・フォン・アイヒベルガー）
- 共闘ことばRPG コトダマン（2024年、アーキレット）
- アルゴナビス -キミが見たステージへ-（2024年、黒川燈）
- BYAKKO ～四神部隊炎恋記～（2025年、松科容保）

### BLCD
- お願い、そんなに噛まないで（2021年、ミカ[30]）
  - お願い、そんなに噛まないで 番外編（2024年、チーフ[31]）

### その他コンテンツ
- マルハン（ナレーション）
- ARGONAVIS from BanG Dream!（黒川燈[32]）
- 朗読劇「彼女が好きなものはホモであって僕ではない」（2021年9月2日、ファーレンハイト役）
- ボイスコミック「小泉先生はみだされたくない」（2022年、同級生男子1、配達員、校長）[33]
- カラミティ・ジェーン SPECIAL MOVIE（2024年、悪党[34]）

### シリーズ一覧
1. ↑  Season2（2023年）、Season3（2023年）